# Securigera globosa
Securigera globosa ist eine Pflanzenart aus der Gattung der Beilwicken (Securigera) innerhalb der Familie der Schmetterlingsblütler (Faboideae).

## Merkmale
Securigera globosa ist ein ausdauernder Schaft-Hemikryptophyt, der Wuchshöhen von 20 bis 120 Zentimeter erreicht. Es sind je Blatt 9 bis 20 Blättchen vorhanden. Diese messen 15 bis 30 × 5 bis 13 Millimeter. Der Blütenstand ist eine kugelige, 15- bis 40-blütige Dolde. Die Krone ist weißlich und 9 bis 11 Millimeter groß. Die Hülsen sind gerade, 30 bis 70 Millimeter lang und in 2 bis 5 Glieder geteilt.
Die Blütezeit reicht von Mai bis Juni.

## Vorkommen
Securigera globosa ist auf Kreta endemisch. Die Art wächst auf Felsen und Flussschotter in Höhenlagen von 0 bis 850 Meter.

## Taxonomie
Securigera globosa wurde 1786 von Jean-Baptiste de Lamarck in Encyclopédie Méthodique. Botanique ... Band 2, Teil 1, Seite 122 als Coronilla globosa erstbeschrieben. Die Art wurde 1989 von Per Lassen in Willdenowia Band 19 Teil 1, Seite 60 als Securigera globosa (Lam.) Lassen in die Gattung Securigera gestellt.

## Belege
- Ralf Jahn, Peter Schönfelder: Exkursionsflora für Kreta. Verlag Eugen Ulmer, Stuttgart 1995, ISBN 3-8001-3478-0, S. 171.